# Райнер Гоппе
Райнер Гоппе (нім. Rainer Hoppe, 26 січня 1962) — німецький ватерполіст.
Бронзовий призер Олімпійських Ігор 1984 року.
Бронзовий призер Чемпіонату світу з водних видів спорту 1982 року.
Бронзовий призер Чемпіонату Європи з водного поло 1985 року.